# Directeur Hardy
La Directeur Hardy est une variété ancienne de poire d'hiver .

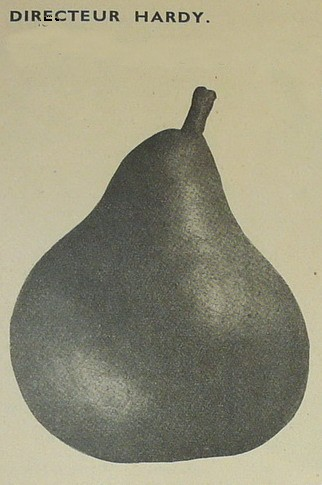
Directeur Hardy.

## Origine
Directeur Hardy est une obtention de M. Tourasse. Elle a été commercialisée en 1893 par Charles Baltet, horticulteur à Troyes, Aube.

## Description

### Arbre
Ses rameaux sont courts et arqués, brun verdâtre, à lenticelles blanchâtres.
Les yeux sont allongés, petits, minces et collés aux rameaux. Toutes les formes conviennent à l'arbre, tant il est vigoureux. Le cordon lui réussit également.
Variété très résistante à la tavelure.

### Fruit
Il est gros, turbiné, un peu bosselé au pourtour.
Son goût se révèle fondant.
La période de maturité est signalée fin septembre.